# Christel Goltz
Christel Goltz, bürgerlich Christine Schenk (* 8. Juli 1912 in Dortmund; † 14./15. November 2008 in Baden bei Wien), war eine deutsche Opernsängerin (Sopran).

## Leben
Christel Goltz, die einer Familie von Schauspielern und Hochseilartisten entstammte, verbrachte ihre Jugendzeit in Mengede. Die Eltern und eine Verwandte der Familie traten in den damals größten Zirkusunternehmen als „Goltz-Trio“ auf. Nach dem frühen Tod beider Elternteile wuchs Christel Goltz, die das jüngste von acht Kindern war, bei ihren älteren Geschwistern auf. Goltz, die ursprünglich Tänzerin werden wollte, ging im Alter von 19 Jahren „mittellos“ nach München, wo sie ab etwa 1930/31 zunächst eine Tanz-Ausbildung mit Ballettunterricht bei der früheren Hofballett-Solotänzerin und Ballettmeisterin Anna Ornelli-Leeb erhielt. Gleichzeitig wurde ihr stimmliches Talent entdeckt und gefördert. Eine fundierte Gesangsausbildung bei dem Musiker Theodor Schenk (1907–1967), einem Kompositionsschüler Paul Hindemiths, den sie später heiratete, schloss sich an. Der gemeinsame Sohn Theo Schenk wurde 1942 in Dresden geboren.
Ihr erstes Engagement fand sie am Deutschen Theater in München, wo sie für Chor und Ballett verpflichtet war, aus dem sie aber bereits nach kurzer Zeit „wegen Unbegabtheit“ wieder entlassen wurde. Im Alter von 23 Jahren erhielt sie 1935 ein Engagement als Tänzerin, Chorsängerin und Sängerin für kleine Solorollen am Stadttheater Fürth. Zur Spielzeit 1935/36 wechselte sie als „jugendlich-dramatische“ Sängerin in ihr erstes Solo-Engagement am Stadttheater Plauen, wo sie bereits die Santuzza in Cavalleria rusticana, die Eva in Die Meistersinger von Nürnberg und den Octavian in Der Rosenkavalier sang. Der Dirigent Karl Böhm hörte Christel Goltz am Theater Plauen und engagierte sie zunächst mit einem Fünfjahresvertrag an die Dresdner Staatsoper, wo sie, noch als Gast,  als Einspringerin für die erkrankte Margarete Teschemacher mit der Rolle der Rezia in Oberon ihr Hausfebüt hatte. Sie gehörte ab der Spielzeit 1936/37 [nach anderen Quellen ab 1940] bis 1950 fest zum Dresdner Ensemble. Von 1936 bis 1940 sang sie dort zumeist kleinere Rollen. In ihrer Dresdner Anfangszeit gehörten u. a. Cherubino in Figaros Hochzeit und eine der Nornen in Götterdämmerung zu ihrem Repertoire, gefolgt von Siebel in Margarethe. 1938 trat sie an der Dresdner Staatsoper neben Elfride Trötschel (Gretel) als Hänsel in Hänsel und Gretel auf. In der Spielzeit 1939/40 wurde Goltz in Dresden als Zweitbesetzung für Margarete Teschemacher, die damals die „erste Sängerin“ des Hauses war, für ihre erste Salome verpflichtet. Sie studierte die Salome mit Alice Werden (Dialog), Mary Wigman (Tanz) und ihrem Ehemann Theodor Schenk (Gesang) vollständig ein, kam jedoch, nach eigenen Angaben, erst etwa zwei Jahre später, nach einer Vorsprache bei Karl Böhm, erstmals als Salome zum Einsatz. 1941 sang sie an der Staatsoper Dresden unter der musikalischen Leitung von Kurt Striegler die Rezia in Oberon (Regie: Max Hofmüller). 1942 sang sie in Dresden unter Karl Böhm und an der Seite von Margarete Teschemacher in der Titelrolle die Zdenka in Arabella. Im Januar 1944 war sie unter der musikalischen Leitung von Karl Elmendorff und wieder an der Seite von Margarete Teschemacher (Gräfin) in der Dresdner Erstaufführung von Capriccio als Clairon zu hören. Im August 1944 sang Goltz in der letzten Opernvorstellung vor der späteren Zerstörung der Dresdner Staatsoper beim Luftangriff in der Nacht des 13. Februar 1945 die Agathe in der Oper Der Freischütz.
In der Spielzeit 1943/44, kurz vor der kriegsbedingten Schließung aller Theater in Deutschland und Österreich, wurde Christel Goltz von Karl Böhm an die Wiener Staatsoper engagiert. Sie debütierte dort im Jänner 1944 als Salome.
Ab der Spielzeit 1947/48 gastierte sie in dramatischen und hochdramatischen Rollen an der Berliner Staatsoper. Dort debütierte sie im November 1947 als Lisa in Pique Dame.  Es folgten bis 1959 Auftritte u. a. als Marta (Tiefland), Jenufa, Tosca, Amelia (Ein Maskenball), Arabella, Santuzza (Cavalleria rusticana), Isolde, Färberin und Elektra.
In der Spielzeit 1947/48 gastierte sie an der Städtischen Oper Berlin als Leonora in einer Neuinszenierung von Der Troubadour. In der Spielzeit 1948/49 sang sie, unter der musikalischen Leitung von Ferenc Fricsay, an der Städtischen Oper Berlin die Leonore in einer Fidelio-Neuinszenierung. In der Spielzeit 1954/55 sang sie an der Städtischen Oper Berlin die Abigaille in einer Nabucco-Neuinszenierung.
Nach dem Zweiten Weltkrieg gehörte sie in Wien, von Egon Hilbert zur Spielzeit 1950/51 fest an die Wiener Staatsoper engagiert, ebenfalls zu den „Sängern der ersten Stunde“. Sie debütierte als festes Ensemblemitglied der Wiener Staatsoper im Oktober 1950 als Leonore in einer Fidelio-Aufführung im Theater an der Wien, bei der sie aufgrund einer Vorstellungsänderung wegen der Erkrankung mehrerer Ensemblemitglieder kurzfristig eingesprungen war. Im November 1950 sang sie im Theater an der Wien ihre erste Wiener Salome nach dem Zweiten Weltkrieg. 1951 übernahm sie in einer Neuinszenierung der Wiener Staatsoper die Capriccio-Gräfin, kehrte aber später wieder zur Rolle der Clairon zurück. Im Juni 1953 wirkte sie im Wiener Konzerthaus unter der musikalischen Leitung von Karl Böhm als Färberin in zwei konzertanten Aufführungen der Oper Die Frau ohne Schatten mit, mit Eleonor Steber (Kaiserin), Elisabeth Höngen (Amme), Set Svanholm (Kaiser) und Karl Kamann (Barak) als Partnern. 1955 sang sie anlässlich der Wiedereröffnung der Wiener Staatsoper die Färberin und die Marie in Wozzeck. Der Wiener Staatsoper, „zu deren prominentesten Künstlern sie [...] zählte“, gehörte sie als Ensemblemitglied bis zum Ende der Spielzeit 1969/70 an. Als letzte Rolle sang sie dort im April 1970 in einer Repertoirevorstellung die Adelaide in Arabella von Richard Strauss; ihren Bühnenabschied hatte Goltz zuvor nicht öffentlich bekanntgegeben. Insgesamt war sie an der Wiener Staatsoper an 430 Abenden in 28 Partien zu hören.
Zu ihrem vielfältigen Repertoire, das insgesamt 116 Rollen umfasste, gehörten das jugendlich-dramatische und hochdramatische Fach, anfangs auch einige lyrische Rollen. Sie sang schwerpunktmäßig Partien von Richard Wagner (Senta, Elsa, Tannhäuser-Elisabeth und Isolde) und Richard Strauss (Salome, Elektra, Färberin, Arabella, Octavian), aber auch die Fidelio-Leonore und die Wozzeck-Marie. Zu ihrem Repertoire gehörte ebenso das italienische Opern-Fach (Tosca, Turandot, Abigaille, Aida, Elisabetta, Amelia, Leonora in Der Troubadour, Santuzza) und auch einige Mozart-Partien (u. a. Donna Anna und Gräfin Almaviva). Weitere Bühnenrollen von Christel Goltz waren Esmeralda in Notre Dame, Marta in Tiefland, Mère Marie in Gespräche der Karmeliterinnen und die Giulietta in Hoffmanns Erzählungen.
Christel Goltz arbeitete u. a. mit den Dirigenten Karl Böhm, Ferenc Fricsay, Joseph Keilberth, Erich Kleiber, Otto Klemperer, Clemens Krauss, Dimitri Mitropoulos, Georg Solti, Otmar Suitner und George Szell. Sie gastierte in München, Salzburg, Paris, Brüssel und Rom.
1951 trat sie am Teatro Colón in Buenos Aires als Salome, als Elektra (unter Karl Böhm), als Jenůfa und als Elsa von Brabant in Lohengrin auf. Seit 1951 sang sie auch am Royal Opera House (ROH) in London (Salome, Elektra, Wozzeck-Marie). An der Mailänder Scala gastierte sie als Elektra [ital.], neben Leonie Rysanek als Chrysothemis, als Salome (unter Herbert von Karajan), als Renata in Der feurige Engel und als Lady Macbeth in Macbeth von Ernest Bloch. Im Dezember 1954 debütierte sie an der Metropolitan Opera in New York als Salome. 1958 wirkte sie beim Holland Festival mit. In der Spielzeit 1958/59 trat sie an der San Francisco Opera als Elektra und als Elisabetta di Valois in Don Carlos auf. 1960 sang sie am Opernhaus von Rom die Tannhäuser-Elisabeth. Im April 1962 sang sie in Japan beim Osaka-Festival die erste Salome im asiatischen Raum.
Christel Goltz wirkte außerdem in bedeutenden Ur- und Erstaufführungen von modernen Opernwerken mit: 1940 in Dresden in Romeo und Julia von Heinrich Sutermeister (als Julia, alternierend mit Maria Cebotari, die die Premiere sang), 1950 in Dresden in Antigonae von Carl Orff und 1954 bei den Salzburger Festspielen in Penelope von Rolf Liebermann. In Salzburg waren bekannte Sänger wie Max Lorenz, Rudolf Schock und Kurt Böhme ihre Kollegen.
1946 wurde sie zur „Sächsischen Kammersängerin“ ernannt. 1949 erhielt sie den Nationalpreis I. Klasse für ihre darstellerische Leistung in der Fidelio-Inszenierung 1948 an der Dresdner Staatsoper. 1952 wurde sie zur „Österreichischen Kammersängerin“ ernannt. 1959 erhielt sie das Österreichische Ehrenzeichen für Kunst und Wissenschaft. Goltz war seit 1967 Ehrenmitglied der Wiener Staatsoper und seit 1996 auch Ehrenmitglied der Sächsischen Staatsoper Dresden. Dort befindet sich im Foyer eine Büste der vielseitigen Sopranistin. Außerdem vergibt die Stiftung zur Förderung der Semperoper seit 1992 jährlich den mit zurzeit 5000 € dotierten Christel-Goltz-Preis für Gesang.
Viele Schallplattenaufnahmen und Live-Mitschnitte dokumentieren ihre künstlerische Tätigkeit für die Nachwelt. In ORF-Rundfunkaufnahmen sang sie u. a. die Georgette in Der Mantel (1950), die Lady Macbeth (1960) und die Königin Agave in Die Bakchantinnen von Egon Wellesz (1960).
Christel Goltz starb in der Nacht vom 14. auf den 15. November 2008 im „Hilde Wagener-Künstlerheim“ in Baden bei Wien. Sie wurde am 1. Dezember 2008 auf dem Ober Sankt Veiter Friedhof (Gruppe T, Reihe 2, Nummer 11) in Wien in einem ehrenhalber gewidmeten Grab zur letzten Ruhe gebettet.
In Mengede wurde 2013 der Christel-Goltz-Platz nach ihr benannt.

## Theater (Auswahl)
Staatsoper Dresden (Premieren)
- Spielzeit 1945/46: Wolfgang Amadeus Mozart: Die Hochzeit des Figaro (Gräfin Almaviva) – Regie: Heinz Arnold
- Spielzeit 1947/48: Wolfgang Amadeus Mozart: Così fan tutte (Fiordilgi) – Regie: Heinz Arnold
- Spielzeit 1948/49: Ludwig van Beethoven: Fidelio (Leonore) – Regie: Heinz Arnold
- Spielzeit 1948/49: Richard Strauss: Der Rosenkavalier (Octavian) – Regie: Heinz Arnold
- Spielzeit 1948/49: Richard Wagner: Tannhäuser (Elisabeth) – Regie: Heinrich Tessmer
- Spielzeit 1949/50: Carl Orff: Antigonae (Antigonae) – Regie: Heinz Arnold

Staatsoper Berlin (Premieren)
- Spielzeit 1947/48: Pjotr Iljitsch Tschaikowski: Pique Dame (Lisa) – Regie: Wolf Völker
- Spielzeit 1948/49: Leoš Janáček: Jenufa (Jenufa) – Regie: Wolf Völker
- Spielzeit 1949/50: Giuseppe Verdi: Ein Maskenball (Amelia) – Regie: Werner Kelch
- Spielzeit 1950/51: Richard Strauss: Arabella (Arabella) – Regie: Ernst Legal
- Spielzeit 1956/57: Richard Strauss: Die Frau ohne Schatten (Die Färberin) – Regie: Heinz Arnold
- Spielzeit 1957/58: Richard Strauss: Elektra (Elektra) – Regie: Werner Kelch

Wiener Staatsoper (Premieren)
- Spielzeit 1950/51: Richard Strauss: Capriccio (Gräfin) – Regie: Rudolf Hartmann
- Spielzeit 1951/52: Richard Wagner: Lohengrin (Elsa von Brabant) – Regie: Rudolf Hartmann
- Spielzeit 1952/53: Christoph Willibald Gluck: Alceste (Alceste) – Regie: Oscar Fritz Schuh
- Spielzeit 1953/54: Eugen d’Albert: Tiefland (Marta) – Regie: Josef Witt
- Spielzeit 1953/54: Giuseppe Verdi: Don Carlos (Elisabeth von Valois) – Regie: Josef Witt
- Spielzeit 1954/55: Rolf Liebermann: Penelope (Penelope) – Regie: Oscar Fritz Schuh
- Spielzeit 1955/56: Richard Strauss: Die Frau ohne Schatten (Die Färberin) – Regie: Rudolf Hartmann
- Spielzeit 1955/56: Alban Berg: Wozzeck (Marie) – Regie: Oscar Fritz Schuh
- Spielzeit 1955/56: Richard Strauss: Elektra (Elektra) – Regie: Josef Witt
- Spielzeit 1957/58: Richard Strauss: Salome (Salome) – Regie: Josef Witt
- Spielzeit 1959/60: Francis Poulenc: Dialogues des Carmélites (Mère Marie) – Regie: Margarethe Wallmann
- Spielzeit 1959/60: Pietro Mascagni: Cavalleria rusticana (Santuzza) – Regie: Wolf-Dieter Ludwig
- Spielzeit 1959/60: Richard Strauss: Arabella (Clairon) – Regie: Rudolf Hartmann
- Spielzeit 1960/61: Carl Orff: Oedipus der Tyrann (Jokasta) – Regie: Günther Rennert
- Spielzeit 1969/70: Richard Strauss: Arabella (Adelaide) – Regie: Rudolf Hartmann

## Kritiken
- „Die Stimme von Christel Goltz wirkte nicht durch eine besondere Schönheit des Timbres, sondern durch ihre glasklare Diktion und ihre absolute Sicherheit und Souveränität bis in die höchsten Lagen. Ihrem expressionistischen Gesangsstil kam bei Richard Strauss neben der Salome vor allem die Elektra entgegen. Bis hin zum orgiastischen Schlusstanz hielt sie in dieser Partie das Publikum in atemloser Spannung.“ (Herrmann/Hollander 2007, S. 16 f).

- „Große, voluminöse Sopranstimme, deren Ausdrucksgewalt im hochdramatischen Repertoire vorzügliche Leistungen entwickelte (Elektra, Salome, Fidelio, Marie in Wozzeck).“ (Kutsch/Riemens 1987, Sp. 1121).

## Diskografie (Auswahl)
- Antigonae (Bayerische Staatsoper, 1951, Orfeo d’Or 1993)
- Elektra (Bayerische Staatsoper, 1955, K. Böhm, Walhall 2006)
- Turandot (WDR, 1956, G. Solti, Gala 2001)
- Der Troubadour (WDR, 1953, F. Fricsay, Walhall 2004)
- Arabella (Berliner Staatsoper, 1950, J. Keilberth, Walhall 2006)
- Salome (J. Keilberth, Dresden 1947, Berlin Classics 1993)
- Salome (Metropolitan Opera, 1955, D. Mitropoulos, Walhall 2006)
- Salome (Cl. Krauss, Wien 1954, Naxos Historical 2005)
- Salome (O. Suitner, Dresden 1963, Berlin Classics 2005)
- Fidelio (Salzburger Festspiele 1957, H. von Karajan, Orfeo 2008)
- Penelope (Salzburger Festspiele 1954, G. Szell, Orfeo 1993)
- Idomeneo (Salzburger Festspiele, 1956, K. Böhm, Walhall 2007)
- Wozzeck (Wiener Staatsoper, 1955, K. Böhm, Andante 2004)
- Die Frau ohne Schatten (Wiener Staatsoper 1955, K. Böhm, Orfeo d’Or 2005)
- Der Fliegende Holländer (Wiener Staatsoper 1953, R. Moralt, Golden Melodram 2008)
- Gespräche der Karmelitinnen (Wiener Staatsoper 1961, Berislav Klobučar, Ponto 2005)
- Christel Goltz singt (Preiser Records 1992)
- In Memoriam Christel Goltz 1912–2008 (Preiser Records)